# Königsberg Bevételéért emlékérem
A Königsberg Bevételéért emlékérem (oroszul: За взятие Кенигсберга, transzliteráció: Za vzjatyije Kenigszberga) második világháborús szovjet katonai kitüntetés, melyet 1945. június 9-én alapítottak.

## Az elismerésről

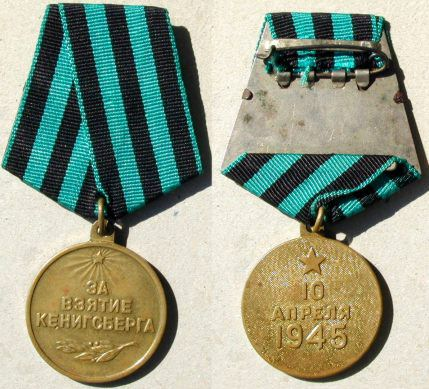
A medália elöl- és hátulnézeti képe

A kitüntetés annak a küzdelemnek állít emléket, amelyet Königsberg második világháborús ostrománál és bevételekor, 1945. január 23.–1945. április 10. között a szovjet és szövetséges erőik kifejtettek a város elfoglalása érdekében.  Hasonlóan a Szovjetunió által adományozott kitüntetések nagy részéhez, már nem adományozható és 1987-ig összesen 760 000 fő részesült ebben a kitüntetésben, amely a gyűjtők körében nagy becsben tartott népszerű darab és kereskednek is vele.

## Kinézete
Az érme sárgarézből készült alakja szabályos kör, melynek átmérője 32 mm. Az elülső oldalán az érem közepén található felirat «ЗА ВЗЯТИЕ КЕНИГСБЕРГА» fordítása Königsberg bevételéért és a felirat fölött napmotívumot utánzó sugarakkal ölelt ötágú csillag díszítés található. A felirat alatt egy jobbra ívelő hajlított termőág látható. A hátoldalon dátum «10 апреля 1945» (1945. április 10.) és felette magában álló ötágú csillag található. Az érme minden felirata és képe domború. Az éremhez tartozó szalagsáv fekete, melyben szimmetrikusan két vékony türkizzöld sáv fut.

## Fordítás
- Ez a szócikk részben vagy egészben  a(z)   Медаль «За взятие Кенигсберга» című orosz Wikipédia-szócikk ezen változatának fordításán alapul.  Az eredeti cikk szerkesztőit annak laptörténete sorolja fel. Ez a jelzés csupán a megfogalmazás eredetét és a szerzői jogokat jelzi, nem szolgál a cikkben szereplő információk forrásmegjelöléseként.